# Тім Шефер
Тім Ше́фер (англ. Tim Schafer) — розробник комп'ютерних ігор, був співробітником компанії LucasArts протягом 10 років. На сьогодні (2009 рік) працює у власноствореній компанії Double Fine Productions.

## Біографія
Після закінчення університету Берклі Тім Шефер влаштовується на роботу в LucasFilm Games (сьогодні LucasArts).

Там він брав опосередковану участь у розробці проектів Indiana Jones and the Last Crusade та Maniac Mansion.

Після цього Шефер стає одним із програмістів та сценаристів серії ігор на піратську тему (The Secret of Monkey Island та сиквел Monkey Island 2: LeChuck's Revenge). В цих квестах він співпрацюючи разом із Роном Ґілбертом та Дейвом Ґросманом написав приблизно дві третіх діалогів гри . Згодом Тім разом із Ґросманом розробляють логічне продовження Maniac Mansion під назвою Day of the Tentacle.

Першим самостійним проектом Тіма Шефера став квест Full Throttle 1995 року. Після цієї гри Шефер взявся за розробку ще одного квеста Grim Fandango, основою сюжету якого стали древні ацтекські вірування, що й сьогодні виражаються у святкуванні Дня мертвих в Мексиці. 
 
Третім проектом Тіма мала стати екшн-пригодницька гра для PlayStation 2, проте вона не була закінчена оскільки Шефер в 2000 році йде з LucasArts і в січні цього ж року засновує свою компанію 
Double Fine Productions.

В 2005 році його компанія випускає гру Psychonauts. За цю гру Тім в 2006 році отримав премію BAFTA.

Також Тім Шефер один з авторів флеш гри Host Master and the Conquest of Humor, в якій гравець управляє віртуальним Тімом Шефером.

## Ігрографія
| Назва гри                          | Рік випуску | Розробник   | Видавець          | Вклад                                   |
| ---------------------------------- | ----------- | ----------- | ----------------- | --------------------------------------- |
| Maniac Mansion                     | 1987        | LucasArts   | LucasArts         | розробник системи SCUMM                 |
| The Secret of Monkey Island        | 1990        | JVC         | LucasArts         | сценарист                               |
| Monkey Island 2: LeChuck's Revenge | 1991        | LucasArts   | LucasArts         | дизайнер                                |
| Day of the Tentacle                | 1993        | LucasArts   | LucasArts         | продюсер, керівник, дизайнер, сценарист |
| Full Throttle                      | 1995        | LucasArts   | LucasArts         | керівник проекту, сценарист, дизайнер   |
| Grim Fandango                      | 1998        | LucasArts   | LucasArts         | керівник проекту                        |
| Psychonauts                        | 2005        | Double Fine | Majesco           | керівник, сценарист                     |
| Brütal Legend                      | 2009        | Double Fine | Electronic Arts   |                                         |
| Psychonauts 2                      | 2021        | Double Fine | Xbox Game Studios | керівник, сценарист                     |

### Інтерв'ю
- Інтерв'ю для сайту Gamespot - 1999 [Архівовано 2 березня 2000 у Wayback Machine.]
- A Conversation with Tim Schafer by Celia Pearce - 2003 [Архівовано 14 вересня 2013 у Wayback Machine.]

## Виноски
1. ↑  The Secret of Creating Monkey Island - An Interview With Ron Gilbert. LucasFilm Adventurer vol. 1, number 1 (online transcript). 1990. Архів оригіналу за 10 червня 2011. Процитовано 21 червня 2009.
2. ↑  Games Nominations 2006. BAFTA. Архів оригіналу за 20 грудня 2008. Процитовано 21 червня 2009. {{cite web}}: Недійсний |deadurl=404 (довідка) [Архівовано 2008-12-20 у Wayback Machine.]